# Ambiofonía
La ambiofonía es un método de dominio público que emplea procesamiento digital de señales (DSP) y dos altavoces colocados directamente en frente del oyente para mejorar la reproducción del sonido estereofónico y el  sonido envolvente en 5.1 canales para música, películas y juegos en sistemas de cine hogareño, juegos para PC, oficinas o aplicaciones para monitoreo en estudio.Fue implementado por primera vez por medios mecánicos en 1986; al día de hoy, un cierto número de hardware y  plug-ins de VST ofrecen DSP ambiofónico. La ambiofonía elimina interferencia inherente en la colocación de los altavoces por medio de un "triángulo estéreo" convencional y, por lo tanto, genera un campo sonoro binaural en los altavoces que emula el binaural de auriculares y crea para el oyente una percepción mejorada de la "realidad" de las escenas del lugar grabado. Un segundo par de altavoces puede ser agregado en el fondo con el fin de habilitar reproducción de sonido envolvente en 360°. Por otro lado, se pueden agregar aún más altavoces para ambiente de sala, incluyendo canales de altura si así se desea.

## Ambiofonía, estereofonía y audición humana.
En la estereofonía, el sonido reproducido es distorsionado por medio de la comunicación cruzada (crosstalk en inglés), en la cual as señales provenientes de cualquier altavoz alcanzan no solo el oído intencionado, sino también el oído opuesto, causando un efecto similar en la señal al de un filtro comb, lo cual distorsiona el timbre de las voces centrales y crea reflexiones tempranas falsas debido al retraso del sonido que alcanza el oído opuesto. Además, las imágenes auditivas se encuentran limitadas entre los altavoces izquierdo (L) y derecho (R), usualmente posicionados a ± 30° con respecto al oyente, incluyendo de este modo 60°, lo cual corresponde solo a 1/6 del círculo horizontal con el oyente colocado en el centro. La audición humana puede localizar sonido originado no solo en un círculo de 360°, sino también en una esfera completa.
La ambiofonía elimina la comunicación cruzada y sus efectos dañinos. Al usar la ambiofonía, las imágenes auditivas pueden extenderse, en teoría, completamente hacia los lados, ±90° a la izquierda y a la derecha incluyendo el semicírculo frontal de 180°, dependiendo de la acústica y del grado en que la grabación haya capturado las diferencias de nivel interaural (ILD por sus siglas en inglés) y las diferencias de tiempo intereaural (ITD por sus siglas en inglés) que caracterizan la audición humana por medio de los dos oídos. La mayoría de los discos con dos canales de audio (LPs y CDs) incluyen datos de ILD e ITD que no pueden ser reproducidos por medio del "triángulo" de altavoces en estéreo debido a la comunicación cruzada inherente. Cuando son reproducidas usando técnica ambiofónica, tales cualidades reales existentes dentro de la grabación son reveladas, con voces naturales e imágenes más amplias de hasta 150° en la práctica.
También es posible llevar a cabo nuevas grabaciones usando micrófonos principales con técnica binaural, tal como un "ambiófono", los cuales son optimizados para reproducción ambiofónica (compatible con estéreo), dado que captura y preserva el mismo ILD e ITD que se experimenta con los oídos propios en la sesión de grabación. Al igual que con las cualidades espaciales de la vida real, se preserva un timbre más acertado (color de tono) del sonido. El uso de la técnica ORTF, el disco Jecklin y micrófonos de esfera sin pinna (oído externo) puede producir resultados similares. (Nótese que las técnicas de microfonía tales como las antes mencionadas, las cuales están hechas con técnicas binaurales sin pinna también producen resultados compatibles usando estéreo convencional, 5.1 surround y reproductores mp3).

## Orígenes e investigación posterior
En 1981, la Corporación Carver incorporó un método de filtrado en un intento para sustraer la comunicación cruzada en su consola análoga Carver C4000 Control Console. Esta técnica fue llamada "Holografía sónica".
Un intento inicial en hardware para compensar por la comunicación cruzada entre altavoces al oído fue aplicar un poco del canal izquierdo fuera de fase a un driver en la vitrina del altavoz derecho y viceversa. Esto fue comercializado en 1982 por Polk Audio como "estéreo real" en sus series SDA-SRSA y SDA2 de altavoces. Aunque la teoría es cuestionable, los resultados fueron satisfactorios.
En 1991 Roland Corporation lanzó el "Roland Sound Space", un sistema que creaba un espacio de sonido tridimensional usando altavoces estéreo. Éste funcionó mejor para algunos oyentes que para otros.
La ambiofonía es una amalgama de nueva investigación, principios psicoacústicos conocidos previamente y tecnología binaural. Este conocimiento ha habilitado la grabación de audio y reproducción que se acerca al campo sonoro realista en los oídos del oyente, el cual es comparable a lo que uno percibiría en una sala de concierto, escena de película o ambiente de juego. Este nivel de alta fidelidad no fue factible hasta que la audición humana y principios acústicos fueron rigurosamente investigados, y computadoras asequibles con suficiente velocidad de procesamiento estuvieron disponibles. En Casa Della Musica en la Universidad de Parma, Italia, o en el laboratorio de audiometría en el "Filmmaker Technolgy" en Pennsylvania, EUA, la ambiofonía, la técnica ambisónica, la estereofonía, el 5.1 surround y los sistemas 3D híbridos de esfera completa pueden ser comparados por las habilidades de cada método para representar la espacialidad y el color de tono de la percepción real. Los desarrolladores han redactado muchos artículos científicos y creado herramientas descargables para implementar la ambiofonía de manera gratuita para el uso personal.

## Resultados y limitaciones
Al reposicionar los altavoces más cerca uno del otro para crear un dipolo estéreo y usar procesamiento digital de señales (DSP) tal como el software RACE (Recursive Ambiophonic Crosstalk), la reproducción ambiofónica es capaz de generar amplias imágenes auditivas en la mayoría de los ordinarios CDs/LPs/DVDs o MP3s de música, películas o juegos y, dependiendo de la grabación, de restaurar la localización, espacialidad y color de tono realistas que éstos han capturado. Para la mayoría de los sujetos que la han probado, los resultados son dramáticos, sugiriendo que la ambiofonía tiene el potencial de revitalizar el interés en la reproducción de sonido de alta fidelidad, tanto en estéreo como en formato envolvente.
Más aún, la ambiofonía provee el uso opcional la convolución de respuestas impulsivas en salas de concierto u otro ambiente para general señales de ambiente de sala para prácticamente cualquier número y cualquier colocación de altavoces envolventes. La ambiofonía se acopla normalmente a más de un oyente, ya que el sujeto puede moverse hacia atrás o hacia adelante a lo largo de la línea que divide en dos al arreglo de altavoces. Precisamente debido al nivel más elevado de envolvimiento sobre esta línea, la pérdida de realismo cuando el sujeto se aleja de la línea central es más dramática en el caso de la ambiofonía que en el estéreo. El área de audición puede ser ampliada por medio de la convolución ambiental, por medio de la cual los altavoces envolventes imitan las contribuciones de los muros de las salas de concierto.
Los métodos ambiofónicos pueden ser implementados en laptops ordinarias, PCs, tarjetas de sonido, amplificadores de alta fidelidad e incluso altavoces modestos con respuesta de fase, especialmente en regiones híbridas. Ni grabaciones en binaural real (elaborado con una cabeza de maniquí con pabellón de audición) ni seguimiento de cabeza (head tracking en inglés) son requeridos, como en el caso de la audición binaural en auriculares. Ciertos productos comerciales ahora implementan DSP ambiofónico, aunque las herramientas para uso en PCs también están disponibles en línea.

## Sonido envolvente
En la práctica, al hablar de la implementación más simple en dos altavoces, la reproducción ambiofónica desbloquea señales para obtener imágenes de hasta 150° de manera horizontal (el ángulo Acimut), dependiendo de las señales de entrada binaurales capturadas en grabaciones estéreo existentes. Grabaciones multicanal elaboradas con arreglos de micrófonos con técnica ambiofónica ("ambiófonos") con el objetivo de ser compatibles en DVD/SACD con el 5.1 pueden ser reproducidas usando solo cuatro altavoces (el altavoz central está implícito en los planos ambiofónicos). Para que la audición humana pueda tener acceso al "cono de confusión" en cada lado, un círculo completo de localización percibida de sonido ha sido medido dentro de un margen de ±5°del acimut de la fuente real, lo cual reproduce un envolvimiento espacial y timbre realistas (contribuidos por la procedencia direccional precisa de reflexiones tempranas) de música, películas y contenido en juegos multicanal.
Especialmente en el caso del contenido estéreo en el cual la ambientación ha sido reducida a propósito (ya que un nivel natural proveniente de 60° al frente es percibida como demasiado), señales adicionales para altavoces envolventes pueden ser producidas usando una respuesta impulsiva de sala dimensionada, convolucionadas en PC con las señales de los dos canales frontales. Para una reproducción ambiofónica completa, una PC puede proveer el DSP para la cancelación de la comunicación cruzada y para cuatro o más (hasta en 16 canales, dependiendo de la PC) altavoces envolventes.
El desarrollo de la ambiofonía es el trabajo de varios investigadores y compañías incluyendo a Ralph Glasgal, fundador del Instituto Ambiofónico; el Dr. Angelo Farina de la Universidad de Parma; Rober Miller de Filmmaker Technology; la compañía Waves Audio; el Dr. Roger West de Soundlab; el Dr. Radomir Bozovic de TacT Audio y el Profesor Edgar Choueiri de la Universidad de Princeton.